# Torgny Sjöstedt
Torgny Nils Axel Sjöstedt, född 19 juni 1952 i Örgryte församling, är en svensk musiker och författare.

## Biografi
Torgny Sjöstedt är uppvuxen i Göteborg med två syskon. Fadern, docent Nils Åke Sjöstedt, var universitetslektor i litteraturvetenskap vid Göteborgs universitet, medan modern Sigrid Rydevik var kanslist på olika skolexpeditioner. Sjöstedt var elev på Burgårdens gymnasium och Experimentgymnasiet. Sjöstedt är utbildad lärare i musik och matematik.
År 1968 bildades gruppen Love Explosion med Sjöstedt på gitarr och fiol. I gruppen ingick även Dennis Huntington som sångare och låtskrivare. Love Explosion framträdde tre år i rad på de årliga Gärdetfesterna i Stockholm. Bandet tillhörde spela-själv-rörelsen; man behövde ingen utbildning för att spela. År 1971 gav skivbolaget MNW ut Bästa låtar med Love Explosion. Albumet blev fällt av Radionämnden och har listats som en klassiker inom svensk proggkultur i Jan Gradvalls bok Tusen svenska klassiker.
I början av 1980-talet stod Sjöstedt och Huntington för musiken till Atelierteaterns uppsättning av Maratondansen med bland andra Babben Larsson och Claes Malmberg.
År 1982 var Sjöstedt frontman i gruppen Togges gossar; bland gruppens medlemmar fanns Ulf Dageby och gitarristen Göran Berg. Under 2000-talet var Sjöstedt aktiv i gruppen Togges Band och samarbetade med bland andra Torkel Rasmusson från Blå Tåget.
År 2011 gav bokförlaget MBM ut Sjöstedts bok Vi hade rätt hela tiden.